# Axel Kjerulf
Axel Kjerulf, född 24 juli 1884, död 19 september 1964, var en dansk tidningsman.
Axel Kjerulf var son till Charles Kjerulf. Han blev medarbetare i Politiken och Ekstra Bladet 1904, var musikkritiker i Dannebrog 1908–1910, var medarbetare i Politiken från 1919 och redaktör för Lytterbladet från 1931. Kjerulf gjorde sig känd som musikskribent och utgav bland annat Franz Schubert (1928) och Liva Weel (1942), och framträdde även som kulturhistorisk författare med Københavnerliv gennem et halvt Aarhundrede (2 band, 1938; tillsammans med Axel Breidahl) och Livet i Danmark 1937–1947 (2 band, 1947–1948) samt skrev, översatte och bearbetade en rad skådespel för olika Köpenhamnsteatrar.